# ارل تاپر
ارل تاپر (انگلیسی: Earl Tupper؛ ۲۸ ژوئیه ۱۹۰۷ – ۵ اکتبر ۱۹۸۳) مخترع و کارآفرین اهل ایالات متحده آمریکا بود، که در سال ۱۹۴۶ شرکت تاپرویر را تأسیس کرد.